# Niklas Stark
Niklas Stark (* 14. April 1995 in Neustadt an der Aisch) ist ein deutscher Fußballspieler. Der überwiegend in der Jugend des 1. FC Nürnberg ausgebildete Defensivspieler steht seit Sommer 2022 bei Werder Bremen unter Vertrag. Er bestritt zahlreiche Spiele für die deutschen Nachwuchs-Nationalmannschaften und wurde mit diesen zweimal Europameister.

## Karriere

### Vereine

#### Jugend
Niklas Stark stammt aus dem mittelfränkischen Ipsheim und war dort von frühester Kindheit an Mitglied beim heimischen FSV. Mit sieben Jahren ging er zum größeren TSV Neustadt/Aisch in der wenige Kilometer entfernten Kreisstadt. Er spielte jeweils in der ein Jahr höheren Altersgruppe mit und als sein älterer Bruder 2004 zum 1. FC Nürnberg wechselte, schlug deren Jugendtrainer Reinhold Hintermaier Niklas Stark vor, dort auch einmal ein Probetraining zu absolvieren. Er wurde aufgenommen und spielte danach von der E2-Jugend an im Nachwuchs des FCN. Seine Stammposition ist im zentralen defensiven Mittelfeld.

#### 1. FC Nürnberg
Den größten sportlichen Erfolg in der FCN-Jugend erreichte Stark 2012 mit der U17 als Meister der B-Jugend-Bundesliga Süd/Südwest. Im Jahr darauf war er Kapitän der U19-Mannschaft und nahm mit 17 Jahren mit zwei weiteren Nachwuchsspielern am Winter-Trainingslager der Profimannschaft teil. Anschließend unterschrieb er einen langfristigen Vertrag als Lizenzspieler bis 2016. In der Wintervorbereitung gegen Sporting Lokeren und zwei Monate später gegen den FC Ingolstadt bestritt er zwei Testspiele mit den Profis. Gegen Saisonende, als es für die erste Mannschaft nicht mehr um viel ging, durfte er am 27. April 2013 zum Auswärtsspiel bei der TSG Hoffenheim mitfahren. In der Halbzeit blieb Markus Feulner verletzt in der Kabine und Stark gab als sein Ersatz sein Profidebüt. Im darauf folgenden Heimspiel gegen Bayer 04 Leverkusen stand er erstmals in der Startelf. Ein weiterer Einsatz fast über die volle Spielzeit folgte am letzten Spieltag der Saison. Durch seine Einsätze in der ersten Mannschaft verpasste er die letzten beiden Spiele der U19-Mannschaft, die ohne ihren Kapitän aus der Juniorenbundesliga abstieg.

#### Hertha BSC
Nach dem vierten Spieltag der Zweitligasaison 2015/16 wechselte Stark zum Bundesligisten Hertha BSC. Er unterschrieb einen bis 2019 gültigen Vertrag.
Sein Debüt gab Stark am 12. September 2015 beim 2:1-Sieg gegen den VfB Stuttgart, als er in der 73. Spielminute für Salomon Kalou eingewechselt wurde. Er konnte sich schnell in der neuen Mannschaft etablieren, fiel aber bereits im Oktober bis zum Jahresende verletzungsbedingt aus und stand erst wieder im Februar 2016 in der Stammelf. Sein erstes Bundesligator für die Hertha schoss er am 11. März 2016, als er gegen den FC Schalke 04 zum 2:0-Endstand traf. Auch in den folgenden Spielzeiten zählte er zur Stammelf und kam auch zu seinen ersten Europapokaleinsätzen, als sich die Hertha zweimal für die Europa League qualifizieren konnte, aber beide Male bereits frühzeitig aus dem Wettbewerb ausschied. Bei der Hertha spielt er teils im defensiven Mittelfeld, oft aber auch als Innenverteidiger. Sein im Sommer 2022 auslaufender Vertrag wurde nicht verlängert.

#### Werder Bremen
Zur Saison 2022/23 wechselte er innerhalb der Bundesliga zum Aufsteiger Werder Bremen. Nachdem Stark die Saison noch als Reservespieler begonnen hatte, stand er am 8. Spieltag gegen Borussia Mönchengladbach erstmals in der Startelf und spielte sich in der Stammelf fest. In der Saison 2023/24 verpasste er einige Spiele verletzungsbedingt, unter anderem fiel er im März und April 2024 wegen einer Innenbandverletzung für fünf Spiele aus. Am 14. Spieltag derselben Saison hatte Stark beim 2:0-Sieg gegen den FC Augsburg sein erstes Bundesligator für Bremen erzielt.
Sein aktueller Vertrag gilt bis 2026.

## Nationalmannschaft
Im Herbst 2011 wurde Niklas Stark zu einem Sichtungslehrgang der U17-Nationalmannschaft in Kaiserau eingeladen. Im November wurde er dann zu einem Länderspiel in Aserbaidschan berufen und gab sein Debüt im Nationaltrikot. Im Mai des folgenden Jahres gehörte er zur Mannschaft, die in Slowenien Vizeeuropameister wurde, wobei er in den fünf EM-Spielen einmal zum Einsatz kam. Danach wurde er in die U18 von Trainer Horst Hrubesch übernommen, wo er ebenfalls in regelmäßigen Abständen zum Einsatz kam. Bei der U19-Europameisterschaft 2014 in Ungarn führte er die U19 als Spielführer zum Europameistertitel.
Am 9. September 2014 debütierte Stark unter Horst Hrubesch für die U21 und erzielte beim 8:0-Sieg gegen Rumänien das Tor zum 7:0.
Sein erstes Länderspiel für die U20-Nationalmannschaft absolvierte Niklas Stark am 27. März 2015. Er wurde später für den Kader nominiert, der bei der U20-WM 2015 in Neuseeland antrat und dort im Viertelfinale ausschied.
Niklas Stark nahm 2017 bei der U21-Europameisterschaft in Polen teil. Mit dem 1:0-Finalsieg gegen Spanien wurde die deutsche U21-Auswahl am 30. Juni 2017 in Krakau Europameister.
Für das Freundschaftsspiel gegen die Nationalmannschaft Serbiens am 20. sowie das EM-2020-Qualifikationsspiel gegen die Niederlande am 24. März 2019 wurde Stark erstmals für die A-Nationalmannschaft nominiert. Verletzungen verhinderten jedoch zunächst sein Debüt. Erst im EM-Qualifikationsspiel beim 6:1-Sieg über die Nationalmannschaft Nordirlands am 19. November 2019 in Frankfurt am Main kam er zu seinem Debüt in der A-Nationalmannschaft, als er in der 65. Minute für Lukas Klostermann eingewechselt wurde.

## Erfolge
- U21-Europameister 2017
- U19-Europameister 2014
- U17-Vize-Europameister 2012

## Auszeichnungen
- Preisträger Fritz-Walter-Medaille 2014 in Gold (Bester Nachwuchsspieler U19)